# Haddal
Haddal is een plaats in de Noorse gemeente Ulstein, provincie Møre og Romsdal. Haddal telt 304 inwoners (2007) en heeft een oppervlakte van 0,35 km².